# Runaljod – Yggdrasil
Runaljod – Yggdrasil (staronordijski: Zvuk runa – Yggdrasil) drugi je studijski album norveškog sastava nordijske narodne glazbe Wardruna. Diskografske kuće Indie Recordings i Fimbulljóð Productions objavile su ga 15. ožujka 2013. godine. 

## O albumu
Pjesme na albumu interpretacija su runa starijeg futharka i pjevane su na norveškom, staronordijskom i pranordijskom jeziku. Tekstovi govore o nordijskim duhovnim temama.
Uvodna pjesma, "Rotlaust tre fell", čiji naziv znači "pada drvo bez korijena", utemeljena je na filozofiji skupine. Pjesmom se zazivaju Odin, "moja majka Frigg", "mudri Vani", "drevni thuri" i norne. "Rotlaust tre fell" pojavila se i u trećoj sezoni serije Vikinzi, u sceni priprema za napad na Pariz.
"Fehu", koja se pojavila u prvoj sezoni serije Vikinzi tijekom scene pljačkanja, govori o opasnostima zlata i bogatstva, kao i o tome kako pohlepa preuzima kontrolu nad ljudskim srcem.
Posljednja skladba, "Helvegen" ("put prema Helu"), zapravo je pogrebna pjesma. Album završava stihom iz Hávamála: "Stoka umire, rođaci umiru, i sam ćeš ti umrijeti, ali riječi o tebi nikad neće umrijeti ako dokažeš svoju čestitost. Stoka umire, rođaci umiru, i sam ćeš ti umrijeti, ali znam ono što nikad ne umire: sud o onima što su umrli". "Helvegen" se pojavila u drugoj sezoni Vikinga, kad su se Ragnar i njegovi ljudi pripremali ponovno otploviti do Wessexa, i u petoj sezoni Vikinga, kad je Ubbe nasmrt ozlijeđen nakon bitke u Wessexu i doživljava religijsku epifaniju. Pjesma se pojavila i u satiričnom kontekstu u norveškoj humorističnoj seriji Norsemen.

## Popis pjesama
Tekstovi i glazba: Einar Kvitrafn Selvik. 
| 1.    | »Rotlaust tre fell« | Pada drvo bez korijena | 4:11 |
| 2.    | »Fehu«              | Blago, stoka           | 6:43 |
| 3.    | »NaudiR«            | Potreba                | 6:31 |
| 4.    | »EhwaR«             | Konj                   | 4:10 |
| 5.    | »AnsuR«             | Asi                    | 6:31 |
| 6.    | »IwaR«              | Tisa                   | 5:42 |
| 7.    | »IngwaR«            | Frey                   | 5:28 |
| 8.    | »Gibu«              | Dar                    | 5:30 |
| 9.    | »Solringen«         | Sunčev prsten          | 6:30 |
| 10.   | »Sowelu«            | Sunce                  | 7:40 |
| 11.   | »Helvegen«          | Put do Hela            | 7:11 |
| 66:07 |                     |                        |      |

## Zasluge
| Wardruna - Einar Kvitrafn Selvik – vokali, sva glazbala, semplovi, aranžman, produkcija, snimanje, tonska obrada, miksanje - Lindy Fay Hella – vokali, aranžman - Gaahl – vokali, aranžman Ostalo osoblje - Herbrand Larsen – dodatno miksanje - Morgan Nicolaysen – masteriranje - Øivind – naslovnica | Dodatni glazbenici - Hilmar Örn Hilmarsson – aranžman (na pjesmi "Sowelu") - Steindor Andersen – vokali (na pjesmi "Sowelu") - Lars Magnar Enoksen – vokali (na pjesmi "AnsuR") - Heidi Nybro – vokali (na pjesmi "AnsuR") - Håvard Vegsund – vokali (na pjesmi "Helvegen") |